# Erebuni Jerevan
Sport Club Erebuni Jerevan (Armeens: Մարզական Ակումբ „Էրեբունի-Դիլիջան“) was een Armeense voetbalclub uit de hoofdstad Jerevan.
SC Erebuni Jerevan was de voortzetting van de in 1952 opgerichte club SKIF Jerevan. De club was in 1992 onder de naam Homenmen-Fima SKIF Jerevan een van de clubs die in de nieuw gevormde hoogste klasse uitkwam nadat Armenië onafhankelijk geworden was van de Sovjet-Unie. Na drie seizoenen werd de vierde plaats bereikt. In 1997 werd de derde plaats bereikt en mocht de club Europees voetbal spelen. Voor het seizoen 2000 trok de club zich terug uit de hoogste klasse.
Naamswijzigingen
1952-1992: SKIF Jerevan
1992: Homenmen-Fima SKIF Jerevan
1993: Homenmen-SKIF Erevan
1994-1995: ASS-SKIF Jerevan
1995-1997: Homenmen Jerevan
1997-1998: Erebuni-Homenmen Jerevan
1999-2008: Erebuni Jerevan
2009: fusie met Impuls Dilijan tot SC Erebuni Dilijan

## Erelijst
SKIF Jerevan
Kampioen SSR Armenië: 1956, 1958, 1959, 1971, 1974
Beker van SSR Armenië: 1956, 1957, 1971, 1972, 1974, 1979, 1983

## In Europa
- R = ronde
- PUC = punten UEFA coëfficiënten

| Seizoen | Competitie    | Ronde | Land             | Club             | Score    | PUC |
| ------- | ------------- | ----- | ---------------- | ---------------- | -------- | --- |
| 1998    | Intertoto Cup | 1R    | Vlag van Georgië | Torpedo Koetaisi | 0-6, 1-1 | 0.0 |

Totaal aantal punten UEFA coëfficiënten: 0.0